# Amt Bornhöved
La comunità amministrativa di Bornhöved (Amt Bornhöved) si trova nel circondario di Segeberg nello Schleswig-Holstein, in Germania.

## Suddivisione
Comprende 8 comuni:
1. Bornhöved (3 356)
2. Damsdorf (224)
3. Gönnebek (509)
4. Schmalensee (500)
5. Stocksee (409)
6. Tarbek (166)
7. Tensfeld (677)
8. Trappenkamp (5 248)

Il capoluogo è Trappenkamp.
(Tra parentesi i dati della popolazione al 31 dicembre 2021)